# Tartarus thampannensis
Tartarus thampannensis är en spindelart som beskrevs av Gray 1992. Tartarus thampannensis ingår i släktet Tartarus och familjen Stiphidiidae.
Artens utbredningsområde är Western Australia. Inga underarter finns listade i Catalogue of Life.